# Diệu Hương (nhạc sĩ)
Diệu Hương (tên thật Lê Thị Diệu Hương; sinh năm 1955) là một nữ nhạc sĩ Việt Nam.

## Tiểu sử
Diệu Hương sinh ngày 26 tháng 10 năm 1955 tại Huế trong một gia đình có 13 người con mà cô là con gái duy nhất. Năm 5 tuổi, Diệu Hương theo cha là một sĩ quan quân đội Việt Nam Cộng Hòa, cùng với gia đình chuyển vào Đà Nẵng. Tại đây cô theo học trường Sacré Coeur. Sau khi hoàn tất bậc trung học, Diệu Hương lên Đà Lạt theo học trường đại học Chính trị Kinh doanh và từng được bầu là trưởng ban văn nghệ trong những năm đại học. Trước đó Diệu Hương đã từng theo học piano với các dì phước cũng như từng hát và đóng kịch trên sân khấu nhà trường và tham gia những hoạt động hướng đạo. Tại Đà Lạt, Diệu Hương cũng ở nội trú với các dì phước, trong thời gian đó, Diệu Hương tập guitar rồi về Sài Gòn học tiếp tục với một người bạn.
Sau biến cố tháng 4 năm 1975, Diệu Hương rơi vào cảnh buồn bã "đời sống lúc đó không có chi nữa hết" và cô viết bản nhạc đầu tay Tôi muốn hỏi tại sao vào năm 1977. Cô còn tiếp tục sáng tác một vài ca khúc khác.
Sau nhiều lần vượt biên không thành, cuối cùng Diệu Hương và gia đình sang Mỹ vào năm 1990 theo diện HO. Tại Mỹ trải qua nhiều công việc, rồi Diệu Hương theo học ngành thiết kế đồ hoạ.
Nhạc phẩm đầu tiên Diệu Hương sáng tác tại hải ngoại là bản Mùa thu nơi đây viết năm 1990, ngay sau khi đặt chân đến Hoa Kỳ, diễn tả tâm trạng của một người xa quê hương, nhớ về thành phố cũ trong khung cảnh một mùa thu.
Năm 1997, cô viết Lặng nhìn ta thôi và ca khúc này đã được đưa vào CD do Lệ Thu trình bày với một số ca khúc khác của Diệu Hương. Tiếp đó ca khúc Mình ơi mang đậm nét dân ca do Ý Lan trình bày đã đưa tên tuổi Diệu Hương đến với đông đảo công chúng yêu nhạc. Đến nay Diệu Hương đã phát hành 5 CD Ở lại ta đi, Giòng lệ khô, Khắc khoải, Cho dòng sông cuốn trôi và Hư ảo trong đó có nhiều bài hát nổi tiếng được các ca sĩ trong nước và hải ngoại trình bày. Đặc biệt Vì đó là em với tiếng hát ca sĩ Quang Dũng đã giành được giải Mai Vàng 2003.

## Tác phẩm

### CD tự phát hành
Cho đến nay, NS Diệu Hương đã tự xuất bản những CD riêng gồm những ca khúc của nhạc sĩ như sau: 
- Tình ca Diệu Hương 1: Khắc Khoải (2001)
- Tình ca Diệu Hương 2: Ở Lại Ta Đi (2003)
- Tình ca Diệu Hương 3: Giòng Lệ Khô (2004)
- Tình ca Diệu Hương 4: Cho Dòng Sông Cuốn Trôi (2006)
- Tình ca Diệu Hương 5: Hư Ảo (2007)
- Tình ca Diệu Hương 6: Để Mặc Tôi Yêu Em  (2011)

và 1 CD cũng do NS Diệu Hương xuất bản, nhưng không đánh số:
- Bài Tình Ca Của Em - Tình ca Diệu Hương Tiếng hát Quang Dũng (2003)

### Các sáng tác
- Bài tình ca của em
- Bên em ngày cuối
- Chỉ có một thời
- Chỉ có ta thôi
- Cho một lần quên
- Chơi vơi
- Chợt thấy
- Cho dòng sông cuốn trôi
- Cho em hỏi
- Cho một lần quên
- Chút hương cho đời
- Chút nắng hoàng hôn
- Cõi đời vui
- Cõi vắng
- Còn nghe tiếng gọi
- Còn trong nỗi nhớ
- Còn những bâng khâng
- Đà Lạt trong niềm nhớ
- Để Mặc Tôi Yêu Em
- Đêm buồn
- Đóa hồng cho cha
- Đời không còn nhau
- Dù có như thế nào
- Giòng lệ khô
- Hát cho đời hát cho người hát cho tôi
- Hạt mưa buồn
- Hỏi tình
- Hư ảo
- Khắc khoải
- Lặng nhìn ta thôi
- Mình ơi
- Một đời vẫn nhớ
- Một nửa tâm hồn
- Mưa chiều lặng lẽ
- Mưa còn rơi mãi vì ai
- Mùa thu nơi đây
- Ngày đó không bao giờ đến
- Như biển đêm nay
- Như một lần nhớ tiếc
- Những tâm hồn khát vọng
- Nơi đâu hạnh phúc
- Nói với tôi một lời
- Nỗi buồn còn lại
- Ở lại ta đi
- Phiến đá sầu
- Sao đành phụ tôi
- Ta còn lại gì
- Tình mãi theo ta
- Tình vọng
- Tình xưa
- Tình yêu ơi
- Tôi muốn hỏi tại sao
- Trái tim khát vọng
- Từ giã em
- Vẫn còn mùa xuân cho em
- Vẫn còn yêu
- Vì đó là em
- Vì yêu [2]
- Vũ trụ của em
- Xin mãi còn bên mẹ
- Xin đừng quay lại

### Lời cho các ca khúc nước ngoài
| - Chỉ Một Người (Nothing Compares 2 U) - Cuộc Đời Hồng (La Vie en rose) - Dòng Nhạc Từ Đâu Đến (Et J'Ecoute La Musique) - Khi Đôi Ta Biệt Ly (Ev'ry Time We Say Goodbye) | - Khúc Vỹ Cầm Xưa - Niềm Tin Đã Mất (Losing My Religion) - Nỗi Đau - Xin Biết Cho Em Tình Này (Compare Me With The Rest) |

### Chương trình thu hình
- Thúy Nga Music Box #21: Diệu Hương, Don Hồ, Thanh Hà - Tình Ca Diệu Hương (2020)

## Trình diễn trên sân khấu

### Trung tâm Thúy Nga

#### Chương trình Thúy Nga Music Box
| STT | Tên bài hát                                                  | Thể hiện với     | Chương trình           | Năm  |
| --- | ------------------------------------------------------------ | ---------------- | ---------------------- | ---- |
| 1   | LK Mở Màn: Khắc Khoải, Về Lại Cõi Sầu, Chơi Vơi (Diệu Hương) | Don Hồ, Thanh Hà | Thúy Nga Music Box #21 | 2020 |
| 2   | Vì Đó Là Em (Diệu Hương)                                     | Solo             | Thúy Nga Music Box #21 | 2020 |
| 3   | Mình Ơi (Diệu Hương)                                         | Solo             | Thúy Nga Music Box #21 | 2020 |
| 4   | Nói Với Tôi Một Lời (Diệu Hương)                             | Don Hồ, Thanh Hà | Thúy Nga Music Box #21 | 2020 |
| 5   | Tôi Muốn Hỏi Tại Sao (Diệu Hương)                            | Don Hồ, Thanh Hà | Thúy Nga Music Box #21 | 2020 |